# Guillon-Terre-Plaine
Guillon-Terre-Plaine es una comuna nueva francesa situada en el departamento de Yonne, de la región de Borgoña-Franco Condado.

## Historia
Fue creada el 1 de enero de 2019, en aplicación de una resolución del prefecto de Yonne de 28 de diciembre de 2018 con la unión de las comunas de Cisery, Guillon, Sceaux, Trévilly y Vignes, pasando a estar el ayuntamiento en la antigua comuna de Guillon.

## Demografía
| Gráfica de evolución demográfica de Guillon-Terre-Plaine entre 2011 y 2022 |
|                                                                            |
| Datos según el nomenclátor publicado por el INSEE.                         |

## Composición
| Comuna delegada | Código INSEE | Población (2016) | Superficie (km²) | Densidad (hab./km²) |
| --------------- | ------------ | ---------------- | ---------------- | ------------------- |
| Cisery          | 89109        | 52               | 4.7              | 11                  |
| Guillon         | 89197        | 760 (2017)       | 11.94            | 64                  |
| Sceaux          | 89381        | 130              | 13.22            | 9.8                 |
| Trévilly        | 89421        | 72               | 6.86             | 10                  |
| Vignes          | 89448        | 83               | 11.77            | 7.1                 |